# 森マリア (2000年生)
森 マリア（もり マリア、2000年3月16日 - ）は、日本の女優。兵庫県神戸市出身。インセント所属。

## 略歴
5歳からバイオリンを習い始める。中学時代はチアリーディング部に所属し、全国大会に出場。高校時代は、芸能活動をするために部活には所属しなかったが、3年生の時に生徒会副会長を務めた。高校生の時に知人から進められて、『美少女図鑑』（『神戸美少女図鑑』と『関西美少女図鑑』）に掲載、それをきっかけにインセントにスカウトされる。高校卒業後、大学（芸術学科）入学に合わせて2018年に上京。2022年大学卒業。妹がいる。

## 人物
- 趣味は、料理、アウトドア、キャンプ、カヌートリップ。
- 特技は、バイオリン。

## 出演

### テレビドラマ
- Jr.選抜！標への道　第4話「しし座のA型BOY」（2018年7月16日、日本テレビ） - ヒロイン・海 役
- ヤヌスの鏡（2019年10月22日 - 12月10日、フジテレビ） - 阿部純 役[6]
- 24 JAPAN（2020年10月9日 - 2021年3月26日、テレビ朝日） - 朝倉日奈 役[7]
- 相棒 season23 第8話「瞳の中のあなた」（2024年12月18日、テレビ朝日） - 三郷藍里 役[7]

### WEBドラマ
- 東京彼女（2025年）[8]

### バラエティ
- ぐるり東京 江戸散歩（2022年4月2日 - 、TOKYO MX） - お散歩娘（MC）
- Qさま（2022年5月23日、テレビ朝日）

### 映画
- 太陽とボレロ（2022年6月3日） - 宮園あかり 役[9][10]

### 広告
- 広島女学院大学（2017年）
- キリン　ホットシリーズ（2019年）
  - 「アナと雪の女王2 姉妹」篇
  - 「あったかい姉妹」篇
- たちばな 振り袖CM（2019年 - ）[11]
- サーティワン アイスクリーム「さわやかバラエティパック」（2020年）
- 江崎グリコ「この春、きみをポッキー何本分でも応援するよ。」（2020年）

### MV
- reGretGirl「サムデイルーザー」（2023年）
- KANA-BOON「ただそれだけ」（2023年）
- クジラ夜の街「祝祭は遠く」（2024年）[12]